# Scrotifera
Classification phylogénétique
Clade
Les Scrotifera forment un taxon hypothétique de mammifères placentaires au sein du super-ordre des Laurasiatheria. Ce clade regrouperait les ordres des Chiroptera (chauves-souris), des Carnivora (canidés, félins), des Pholidota (pangolins), des Perissodactyla (équidés, rhinocéros…) des Artiodactyla (ruminants, porcins, hippopotames) et des Cetacea (Baleines, dauphins).
Le terme a été construit à partir du mot « scrotum », car la plupart des animaux de ce groupe en sont dotés. Il s'agirait d'un trait ancestral commun, dont les autres mammifères, à l'exception des Primates, semblent dépourvus.

## Phylogénie
Phylogénie des ordres actuels de laurasiathériens, d'après Zhou et al., 2011 :
|  | Pholidota (pangolins)                                  |
|  |                                                        |
|  | Carnivora (chats, hyènes, chiens, ours, phoques, etc.) |
|  |                                                        |

|  | Perissodactyla (chevaux, tapirs, rhinocéros, etc.)                         |
|  |                                                                            |
|  | Cetartiodactyla (chameaux, porcs, ruminants, hippopotames, baleines, etc.) |
|  |                                                                            |

|  | Pholidota (pangolins)                                  |
|  |                                                        |
|  | Carnivora (chats, hyènes, chiens, ours, phoques, etc.) |
|  |                                                        |

|  | Perissodactyla (chevaux, tapirs, rhinocéros, etc.)                         |
|  |                                                                            |
|  | Cetartiodactyla (chameaux, porcs, ruminants, hippopotames, baleines, etc.) |
|  |                                                                            |

|  | Pholidota (pangolins)                                  |
|  |                                                        |
|  | Carnivora (chats, hyènes, chiens, ours, phoques, etc.) |
|  |                                                        |

|  | Perissodactyla (chevaux, tapirs, rhinocéros, etc.)                         |
|  |                                                                            |
|  | Cetartiodactyla (chameaux, porcs, ruminants, hippopotames, baleines, etc.) |
|  |                                                                            |

|  | Pholidota (pangolins)                                  |
|  |                                                        |
|  | Carnivora (chats, hyènes, chiens, ours, phoques, etc.) |
|  |                                                        |

|  | Perissodactyla (chevaux, tapirs, rhinocéros, etc.)                         |
|  |                                                                            |
|  | Cetartiodactyla (chameaux, porcs, ruminants, hippopotames, baleines, etc.) |
|  |                                                                            |

|  | Pholidota (pangolins)                                  |
|  |                                                        |
|  | Carnivora (chats, hyènes, chiens, ours, phoques, etc.) |
|  |                                                        |

|  | Perissodactyla (chevaux, tapirs, rhinocéros, etc.)                         |
|  |                                                                            |
|  | Cetartiodactyla (chameaux, porcs, ruminants, hippopotames, baleines, etc.) |
|  |                                                                            |

|  | Pholidota (pangolins)                                  |
|  |                                                        |
|  | Carnivora (chats, hyènes, chiens, ours, phoques, etc.) |
|  |                                                        |

|  | Perissodactyla (chevaux, tapirs, rhinocéros, etc.)                         |
|  |                                                                            |
|  | Cetartiodactyla (chameaux, porcs, ruminants, hippopotames, baleines, etc.) |
|  |                                                                            |

|  | Pholidota (pangolins)                                  |
|  |                                                        |
|  | Carnivora (chats, hyènes, chiens, ours, phoques, etc.) |
|  |                                                        |

|  | Perissodactyla (chevaux, tapirs, rhinocéros, etc.)                         |
|  |                                                                            |
|  | Cetartiodactyla (chameaux, porcs, ruminants, hippopotames, baleines, etc.) |
|  |                                                                            |

|  | Pholidota (pangolins)                                  |
|  |                                                        |
|  | Carnivora (chats, hyènes, chiens, ours, phoques, etc.) |
|  |                                                        |

|  | Perissodactyla (chevaux, tapirs, rhinocéros, etc.)                         |
|  |                                                                            |
|  | Cetartiodactyla (chameaux, porcs, ruminants, hippopotames, baleines, etc.) |
|  |                                                                            |

|  | Pholidota (pangolins)                                  |
|  |                                                        |
|  | Carnivora (chats, hyènes, chiens, ours, phoques, etc.) |
|  |                                                        |

|  | Perissodactyla (chevaux, tapirs, rhinocéros, etc.)                         |
|  |                                                                            |
|  | Cetartiodactyla (chameaux, porcs, ruminants, hippopotames, baleines, etc.) |
|  |                                                                            |

|  | Pholidota (pangolins)                                  |
|  |                                                        |
|  | Carnivora (chats, hyènes, chiens, ours, phoques, etc.) |
|  |                                                        |

|  | Perissodactyla (chevaux, tapirs, rhinocéros, etc.)                         |
|  |                                                                            |
|  | Cetartiodactyla (chameaux, porcs, ruminants, hippopotames, baleines, etc.) |
|  |                                                                            |

|  | Pholidota (pangolins)                                  |
|  |                                                        |
|  | Carnivora (chats, hyènes, chiens, ours, phoques, etc.) |
|  |                                                        |

|  | Perissodactyla (chevaux, tapirs, rhinocéros, etc.)                         |
|  |                                                                            |
|  | Cetartiodactyla (chameaux, porcs, ruminants, hippopotames, baleines, etc.) |
|  |                                                                            |

|  | Pholidota (pangolins)                                  |
|  |                                                        |
|  | Carnivora (chats, hyènes, chiens, ours, phoques, etc.) |
|  |                                                        |

|  | Perissodactyla (chevaux, tapirs, rhinocéros, etc.)                         |
|  |                                                                            |
|  | Cetartiodactyla (chameaux, porcs, ruminants, hippopotames, baleines, etc.) |
|  |                                                                            |

|  | Pholidota (pangolins)                                  |
|  |                                                        |
|  | Carnivora (chats, hyènes, chiens, ours, phoques, etc.) |
|  |                                                        |

|  | Perissodactyla (chevaux, tapirs, rhinocéros, etc.)                         |
|  |                                                                            |
|  | Cetartiodactyla (chameaux, porcs, ruminants, hippopotames, baleines, etc.) |
|  |                                                                            |

|  | Pholidota (pangolins)                                  |
|  |                                                        |
|  | Carnivora (chats, hyènes, chiens, ours, phoques, etc.) |
|  |                                                        |

|  | Perissodactyla (chevaux, tapirs, rhinocéros, etc.)                         |
|  |                                                                            |
|  | Cetartiodactyla (chameaux, porcs, ruminants, hippopotames, baleines, etc.) |
|  |                                                                            |

|  | Pholidota (pangolins)                                  |
|  |                                                        |
|  | Carnivora (chats, hyènes, chiens, ours, phoques, etc.) |
|  |                                                        |

|  | Perissodactyla (chevaux, tapirs, rhinocéros, etc.)                         |
|  |                                                                            |
|  | Cetartiodactyla (chameaux, porcs, ruminants, hippopotames, baleines, etc.) |
|  |                                                                            |

|  | Pholidota (pangolins)                                  |
|  |                                                        |
|  | Carnivora (chats, hyènes, chiens, ours, phoques, etc.) |
|  |                                                        |

|  | Perissodactyla (chevaux, tapirs, rhinocéros, etc.)                         |
|  |                                                                            |
|  | Cetartiodactyla (chameaux, porcs, ruminants, hippopotames, baleines, etc.) |
|  |                                                                            |